# 토마스노랑어깨박쥐
토마스노랑어깨박쥐(Sturnira thomasi)는 주걱박쥐과(신세계잎코박쥐과)에 속하는 남아메리카 박쥐의 일종이다. 소앤틸리스 제도에서 발견된다.

## 특징
작은 박쥐로 머리부터 몸까지 길이는 80m와 82m 사이이다. 전완장은 45.9~48.1mm, 발 길이는 13~16mm, 귀 길이는 17~19mm이다.

## 생태
먹이는 과일이다. 암컷은 7월에 새끼를 낳는다.

## 분포 및 서식지
몬트세랫과 과들루프의 카리브 해에서 흔하게 발견된다.

## 아종
2종의 아종이 알려져 있다.
- Sturnira thomasi thomasi
- Sturnira thomasi vulcanensis